# Hésione (opéra)
Pour les articles homonymes, voir Hésione (homonymie).
Hésione est un opéra tragique créé par André Campra sur un livret d'Antoine Danchet. L'opéra fut représenté la première fois à Paris, le 21 décembre 1700, à l'Académie royale de musique. En décembre 1700, Campra avait obtenu depuis deux mois son congé de maître de musique à Notre-Dame. Jusque-là, il signait ses œuvres profanes du nom de son frère cadet Josep.
Selon les frères Parfaict : on trouva la versification du poème très exacte, et la musique chantante d'un bout à l'autre. Le Prologue plut beaucoup, et l'on s'accordait à qualifier d'heureuse l'idée du spectacle des Jeux séculaires. On y trouva plein de choses neuves et brillantes. Au IIe acte le dialogue d'Anchise et Hésione attendrissait les âmes sensibles, et tout le monde convenait que la scène du IIIe acte qui met en présence la princesse et Telamon atteignait à une grande force scénique. Enfin celle d'Anchise et Hésione, au IVe acte, provoquait une vive impression. Il y eut aussi des critiques, et Danchet et Campra se virent traités de fripiers d'opéra.

## Distribution

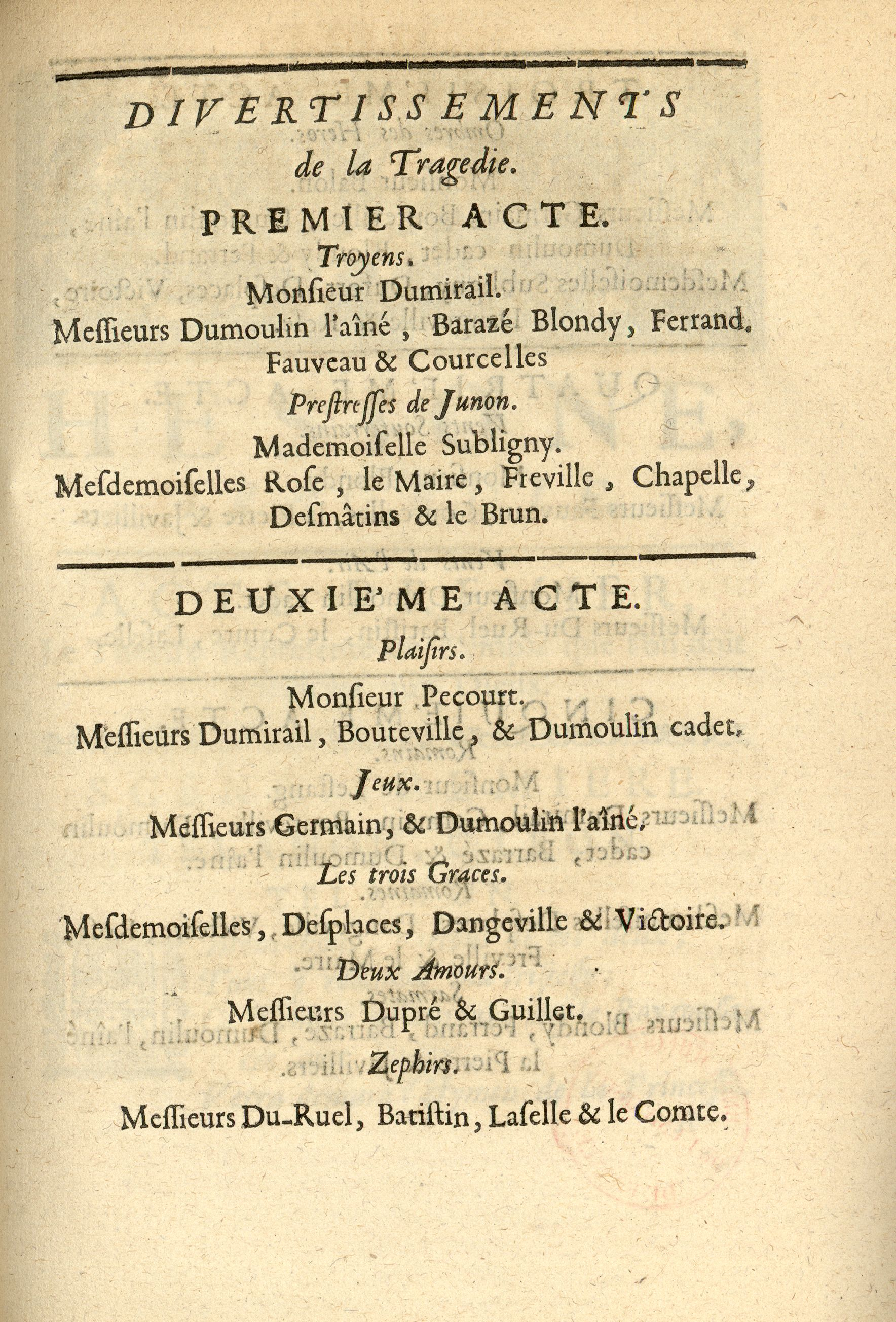
Distribution des acteurs (2).
Antoine Danchet, Hesione, tragedie representée par l'Academie royale de musique, le vingt-uniéme jour de decembre 1700, Bibliothèque de la Sorbonne, NuBIS, cote MS 1200, pièce 35.

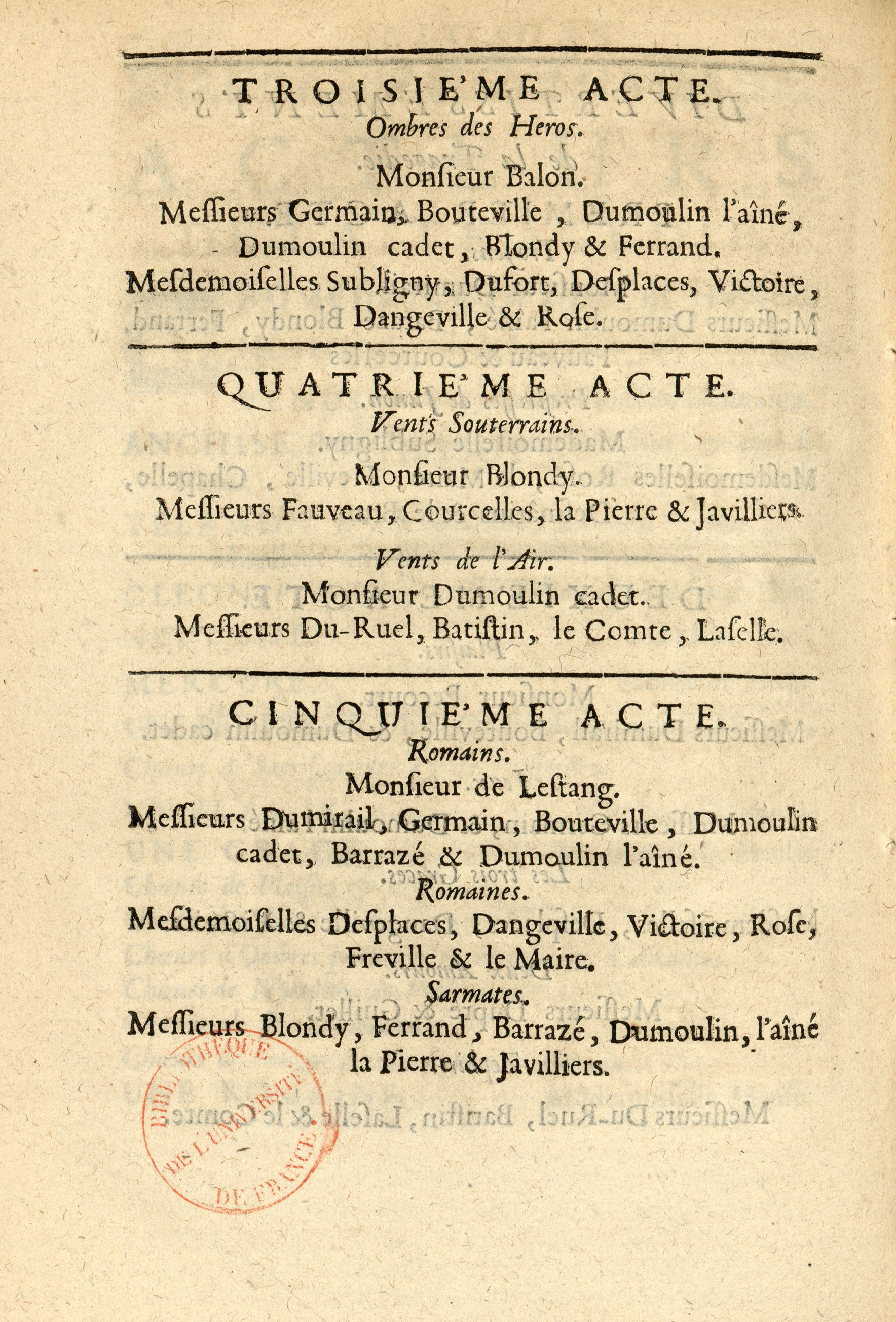
Distribution des acteurs (3).
Antoine Danchet, Hesione, tragedie representée par l'Academie royale de musique, le vingt-uniéme jour de decembre 1700, Bibliothèque de la Sorbonne, NuBIS, cote MS 1200, pièce 35.

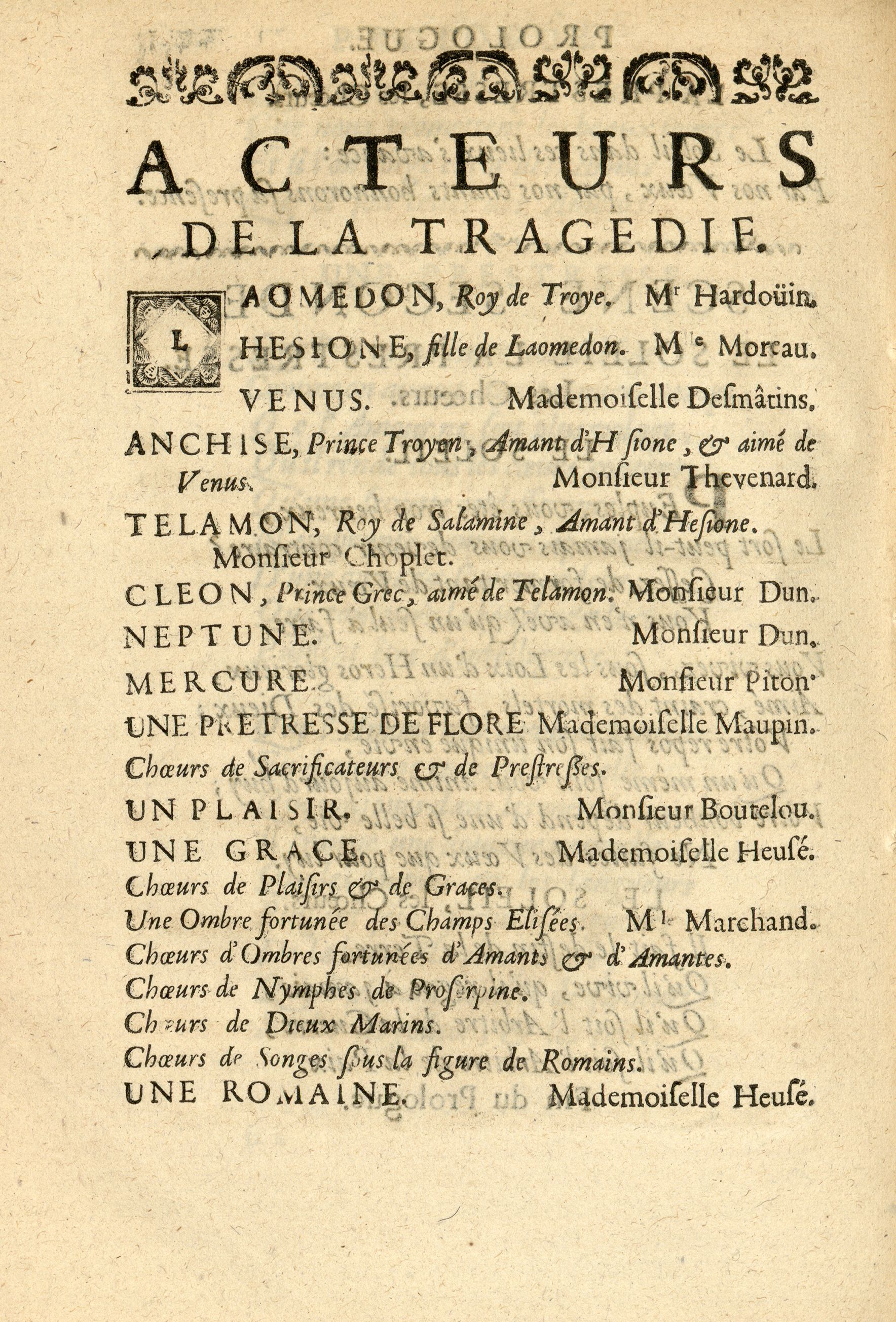
Distribution des acteurs (1).
Antoine Danchet, Hesione, tragedie representée par l'Academie royale de musique, le vingt-uniéme jour de decembre 1700, Bibliothèque de la Sorbonne, NuBIS, cote MS 1200, pièce 35.

| Rôles                  | Tessiture    | Première, le 21 décembre 1700     |
| ---------------------- | ------------ | --------------------------------- |
| la Prêtresse du Soleil | contralto    | Mlle Maupin (Julie d'Aubigny)     |
| le Soleil              | basse-taille | Charles Hardouin                  |
| Laomédon               | basse-taille | Charles Hardouin                  |
| Anchise                | basse-taille | Gabriel-Vincent Thévenard         |
| Hésione                | soprano      | Françoise 'Fanchon' Moreau        |
| Vénus                  | soprano      | Marie-Louise-Antoinette Desmatins |
| Télamon                | haute-contre | Pierre Chopelet                   |
| Cléon, Neptune         | basse        | Dun                               |
| Une Prêtresse de Flore | contralto    | Mlle Maupin (Julie d'Aubigny)     |
| Une Grâce              | soprano      | Mlle Heuzé                        |
| Un Plaisir             | haute-contre | Antoine Boutelou                  |

## Argument

### Prologue: les Jeux Séculaires
Un amphithéâtre de l'ancienne Rome, où on avait l'habitude de célébrer des jeux en l'honneur du Soleil, au commencement de chaque siècle. Au commencement du jour.
La Prêtresse du Soleil annonce d'heureux présages. Les Saliens et les Lidiennes commencent les jeux. Le Soleil glorifie le Héros glorieux qui préside aux destinées du peuple.

### Acte I
Un temple que l'on doit consacrer aux dieux
Télamon, roi de Salamine, se lamente : Hésione lui préfère Anchise et va l'épouser. Cléon, son confident, lui rappelle que le Roi Laômédon a fait aussi preuve à son égard d'ingratitude, car Alcide et lui l'ont protégé de la colère de Neptune.
Vénus descend du ciel sur un char environnée d'amours. Elle annonce à Télamon qu'elle vient à son secours et qu'elle va entreprendre de séparer les amants. Télamon reprend espoir, alors qu'arrivent le Roi, Hésione et Anchise. Le Roi est soulagé car Neptune ne demande plus que l'on célèbre des jeux et que l'on consacre un temple. Des Sacrificateurs et des Prêtresses arrivent pour consacrer le temple. La cérémonie commence. Le Roi fait hommage à Apollon et à Neptune. Mais lorsqu'ils s'apprêtent à entrer dans le temple, la terre tremble, le tonnerre gronde, le temple s'embrase. L'Oracle demande qu'Anchise aille au pied du Mont Ida apprendre la volonté des dieux.

### Acte II
Un désert au pied du Mont Ida. On voit des précipices et des torrents qui tombent dans la mer
Hésione, inquiète, a voulu accompagner Anchise. Le Roi lui demande de laisser Anchise seul, comme l'a ordonné l'Oracle. Anchise tente de la rassurer. On entend une symphonie affreuse. Anchise essaye de dominer sa peur. On entend une symphonie agréable, et la scène se change en jardins agréables, où paraît Vénus sur un trône de fleurs, au milieu des Plaisirs, des Grâces, des Ris et des Jeux, avec l'Amour. Vénus demande aux Grâces et aux Amours de charmer Anchise par un divertissement. Puis Vénus avoue à Anchise qu'elle vient lui demander son cœur. Anchise lui résiste et la quitte. Vénus demande à l'Amour de le suivre. Elle s'irrite qu'Anchise ait méprisé son amour, puis décide de se venger sur Hésione, en éveillant sa jalousie.

### Acte III
Une colonnade, avec le palais de Laômédon en perspective
Hésione est éperdue de jalousie, mais se demande comment lutter contre Vénus. Télamon ne comprend pas qu'elle aime encore Anchise alors que ce dernier a cédé aux charmes de Vénus. Hésione, trop troublée, le quitte. Télamon invoque Vénus qui le rassure : elle va combler ses vœux avec l'aide de Proserpine.
Aux Champs Elysées, Vénus vient invoquer l'aide de Proserpine. Les Ombres fortunées et les Nymphes de Proserpine se mettent au service de la déesse. Vénus annonce à Télamon qu'Hésione va s'attendrir mais qu'ils doivent partir tous les deux. Mais Télamon refuse de devoir Hésione à un enchantement.

### Acte IV
D'un côté, la ville de Troie, de l'autre, des bois, la mer, et le port de Sigée
Anchise est fou de jalousie : Vénus lui a fait voir Hésione et Télamon ensemble. Il prépare sa vengeance. Hésione survient. Chacun reproche à l'autre son inconstance. Anchise, pour prouver sa bonne foi, tire son épée pour se tuer. Hésione l'arrête et se rend compte qu'elle est la victime de Vénus. Ils se réconcilient. Vénus survient, ils fuient sa colère. Vénus invoque Neptune pour qu'il lance la mer contre Troie. Une tempête se lève, la terre frémit, le ciel gronde. Neptune apparaît, heureux de pouvoir assouvir sa colère contre Troie. Les Dieux marins s'emploient à détruire les remparts de la ville. Neptune fait sortir un monstre de la mer : seul Télamon pourrait le vaincre, mais le Roi devra lui céder la princesse.

### Acte V
Une campagne ravagée par le monstre
Vénus se rend compte des ravages qu'elle a provoqués. Anchise apparaît, un tronçon d'épée à la main. Il ne comprend pas pourquoi le monstre est invincible, sans pour autant l'attaquer. Vénus lui explique qu'elle réserve à son rival le soin de tuer le monstre, ce qui lui vaudra la main d'Hésione. Anchise veut se sacrifier pour celle-ci, mais Vénus reste inflexible.
Le peuple phrygien fait fête à Télamon qui a vaincu le monstre. Anchise s'insurge, mais le Roi lui confirme qu'il a dû obéir à Neptune, en donnant la main de sa fille au vainqueur. Anchise maudit le Roi, lui prédisant que la Grèce s'assemblera contre lui, et que Troie sera réduite en cendres. Vénus s'apprête à apaiser sa douleur, quand apparaît Mercure, qui annonce que les dieux ont décidé qu'Anchise lui reviendrait. Vénus se réjouit et fait enlever Anchise par des Zéphyrs.

## Interprétations
- Hésione a été joué à l'Auditorium Campra du Conservatoire d'Aix-en-Provence, le 24 novembre 2013[1].
- L'Orchestre de l'AMA à Aix-en-Provence a joué à Aix-en-Provence l'ouverture du Prologue, le 14 avril 2018[2], en version de Dimitri Agüero.

### Source
Une partie de cet article provient du site Le magazine de l'opéra baroque